# Triptyque de Montefiore
Le Triptyque de Montefiore (Trittico di Montefiore) est le résultat de la recomposition de six panneaux qui faisaient partie du polyptyque de Montefiore dell'Aso original qui se trouvait à l'origine dans l'église San Francesco, réalisé par Carlo Crivelli. Datant d'environ 1471, il mesure environ 250 × 162 cm et est peint à la détrempe et à l'or sur panneaux de bois. Il est conservé au Polo Museale di San Francesco in Montefiore dell'Aso.

## Histoire
La datation du triptyque est basée sur des rares documents et des similitudes de style. En 1478, le polyptyque complet et installé dans l'église San Francesco et sur la base d'affinités avec d'autres œuvres, on peut le dater d'environ 1470-1473. En raison d'une certaine influence de Niccolò Alunno dans la prédelle, l'ouvrage, selon Federico Zeri, devrait être antérieur au Polyptyque de 1472, donc se référer à environ 1471.
Le polyptyque a été démembré au XIXe siècle, comme le rappelle un document de 1872, qui fait référence à quelques années auparavant : « les prêtres franciscains ont vendu, au grand dam de la ville, quelques tableaux de Crivelli pour plus de mille scudi... sous prétexte de restaurer le couvent ». 
La partie centrale est passée à l'antiquaire romain Vallati, où elle a été vue par Mündher en 1858. Un an plus tard, la Pietà entre à la National Gallery de Londres.
Les panneaux restants à Montefiore dell'Aso ont été recomposés en un triptyque et exposés, jusqu'en 2007, dans l'église Santa Lucia. Avant que les critiques n'aient pris conscience de l'existence originale d'un polyptyque, le caractère anormal du « triptyque » a contribué à sous-estimer l'œuvre et à mal comprendre son auteur (L. Venturi, Geiger, Testi, Berenson, Serra). La série de jugements négatifs a été interrompue par l'exposition de 1950 à Ancône, lorsque le triptyque a été exposé comme une œuvre entière de Carlo Crivelli et reconnue comme telle par Rodolfo Pallucchini.
Une première reconstruction du polyptyque a été proposée par Pietro Zampetti en 1952, à laquelle Federico Zeri a associé une première recomposition de la prédelle, en reconsidérant l'ensemble (1961).
La sainte Marie Madeleine a même été choisie par André Chastel pour illustrer sa monographie sur l'art de la Renaissance italienne et par Anna Bovero pour la couverture de sa monographie sur Crivelli publiée par Rizzoli.

## Description et style
Le « triptyque » se compose de six panneaux, dont trois dans l'ordre central, avec des saints en pied qui étaient à l'origine disposés autour d'une Vierge à l'Enfant trônant désormais conservée aux musées royaux des Beaux-Arts de Belgique, et trois saints en pied dans l'ordre supérieur.

### Ordre supérieur des pinacles
- Saint franciscain  - Le Bienheureux Giovanni Duns Scoto, 74 × 54 cm,
- Sainte Claire, 74 × 54 cm,
- Saint Louis de Toulouse, 74 × 54 cm.

### Ordre central
- Sainte Catherine d'Alexandrie, 174 × 54 cm,
- Saint Pierre Apôtre, 174 × 54 cm,
- Sainte Marie Madeleine, 174 × 54 cm.

Certains personnages présentent des nuances psychologiques marquées. La façon dont l'artiste utilise la lumière témoigne d'une connaissance des expériences contemporaines d'Antonello de Messine et de Giovanni Bellini. Sur la monumentalité et l'insertion des saints dans l'espace, différente des œuvres plus récentes, liées au monde fermé et sévère de la Renaissance padouane, Federico Zeri y voit une influence de Piero della Francesca, peut-être sous l'impulsion de Girolamo di Giovanni.

## Source de traduction
- (it) Cet article est partiellement ou en totalité issu de l’article de Wikipédia en italien intitulé « Trittico di Montefiore » (voir la liste des auteurs).